# Potter Heigham
Potter Heigham is een civil parish in het bestuurlijke gebied North Norfolk, in het Engelse graafschap Norfolk met 1043 inwoners.